# Vito (nome)
Vito  è un nome proprio di persona italiano maschile.

## Varianti
- Femminili: Vita[3][4]
  - Alterati: Vitina[1]

### Varianti in altre lingue
- Ceco: Vít[2]
- Croato: Vid[2]
- Danese: Vitus
  - Femminili: Vita[4]
- Francese: Vite
- Inglese: Vitus[5]
- Latino: Vitus[2]
  - Femminili: Vita[4]

- Lettone: Vits, Vīts
  - Femminili: Vita[4]
- Lituano: Vitas
  - Femminili: Vita[4]
- Polacco: Wit[2]
- Russo: Вит (Vit)
- Slovacco: Vít[2]

- Siciliano: Vitu
  - Femminili: Vita
- Sloveno: Vid[2]
  - Femminili: Vida[4]
- Spagnolo: Vito[2]
- Tedesco: Veit[2]
- Ucraino: Віт (Vit)
- Ungherese: Vid[2], Vida[2]

## Origine e diffusione
Continua il nome augurale latino Vitus, basato sul termine vita ("vita" anche in italiano moderno). Allo stesso vocabolo risale anche il nome Vitale, mentre per quanto riguarda il significato, Vito è analogo a Zoe, Chaim, Eva ed Enid. In alcuni casi, può inoltre costituire un'abbreviazione di nomi medievali quali Bonavita e Bellavita.
Vitus si confuse già anticamente con il nome di origine germanica Wido (l'odierno Guido), e ad oggi in molte lingue i due nomi sono di fatto equivalenti, e resi da una stessa forma.
Per quanto riguarda l'Italia, il nome gode di una buona diffusione in tutta la penisola grazie al sostegno di vari santi e sante, con punte in Puglia, Sicilia e in generale nel Meridione.

## Onomastico

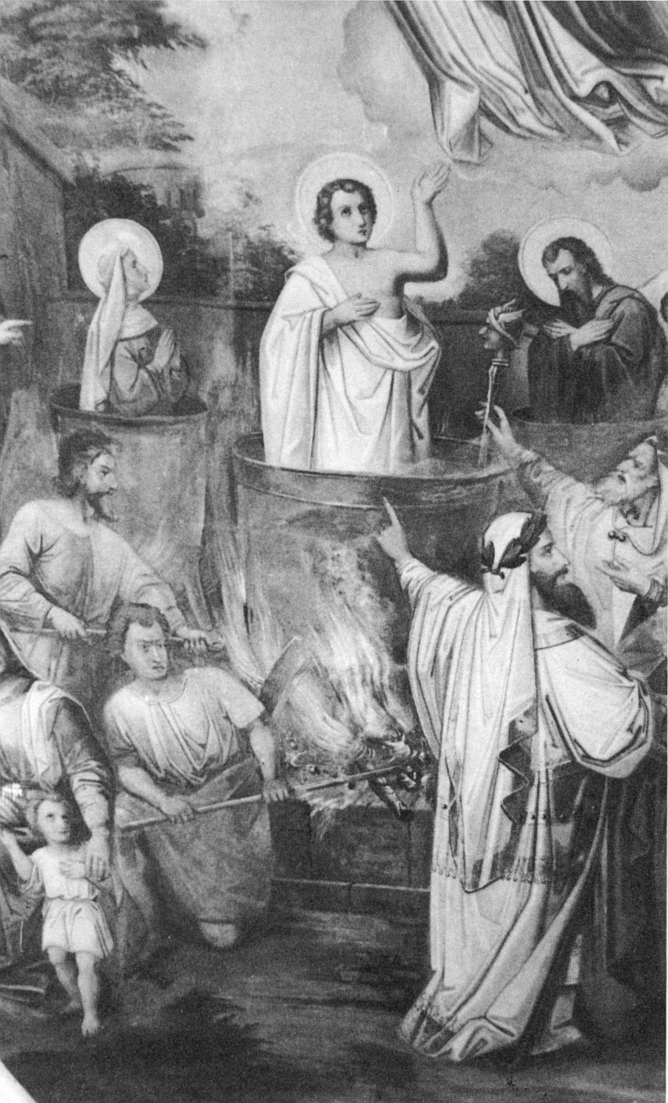
San Vito, con i santi Modesto e Crescenzia, in un affresco nella chiesa di Veitsaurach (Windsbach, Germania)

L'onomastico si può festeggiare in memoria di più santi, alle date seguenti;
- 15 giugno, san Vito, fanciullo martire in Lucania con Modesto e Crescenzia, protettore contro l'epilessia (volgarmente detta "ballo di san Vito")[1][3][6][7]
- 2 settembre, san Vito o Guido, abate di Pontida[8]
- 15 settembre, san Vito, monaco benedettino presso Bergamo[9]
- 26 ottobre, san Witta di Büraburg (o Vito, o Albino), missionario in Germania e vescovo di Büraburg[10]

## Persone
- Vito Callioni, calciatore italiano
- Vito Caravelli, matematico italiano
- Vito Chimenti, calciatore italiano
- Vito Ciancimino, politico e criminale italiano
- Vito D'Anna, pittore italiano
- Vito Fumagalli, storico e politico italiano
- Vito Maria Giovenazzi, abate, archeologo e filologo italiano
- Vito LoGrasso, wrestler statunitense
- Vito Lomele, imprenditore italiano
- Vito Mancuso, teologo e filosofo italiano
- Vito Mannone, calciatore italiano
- Vito Miceli, generale e politico italiano
- Vito Pallavicini, paroliere italiano
- Vito Taccone, ciclista su strada italiano
- Vito Volterra, matematico e fisico italiano

### Variante Vitus
- Vitus Bering, esploratore danese

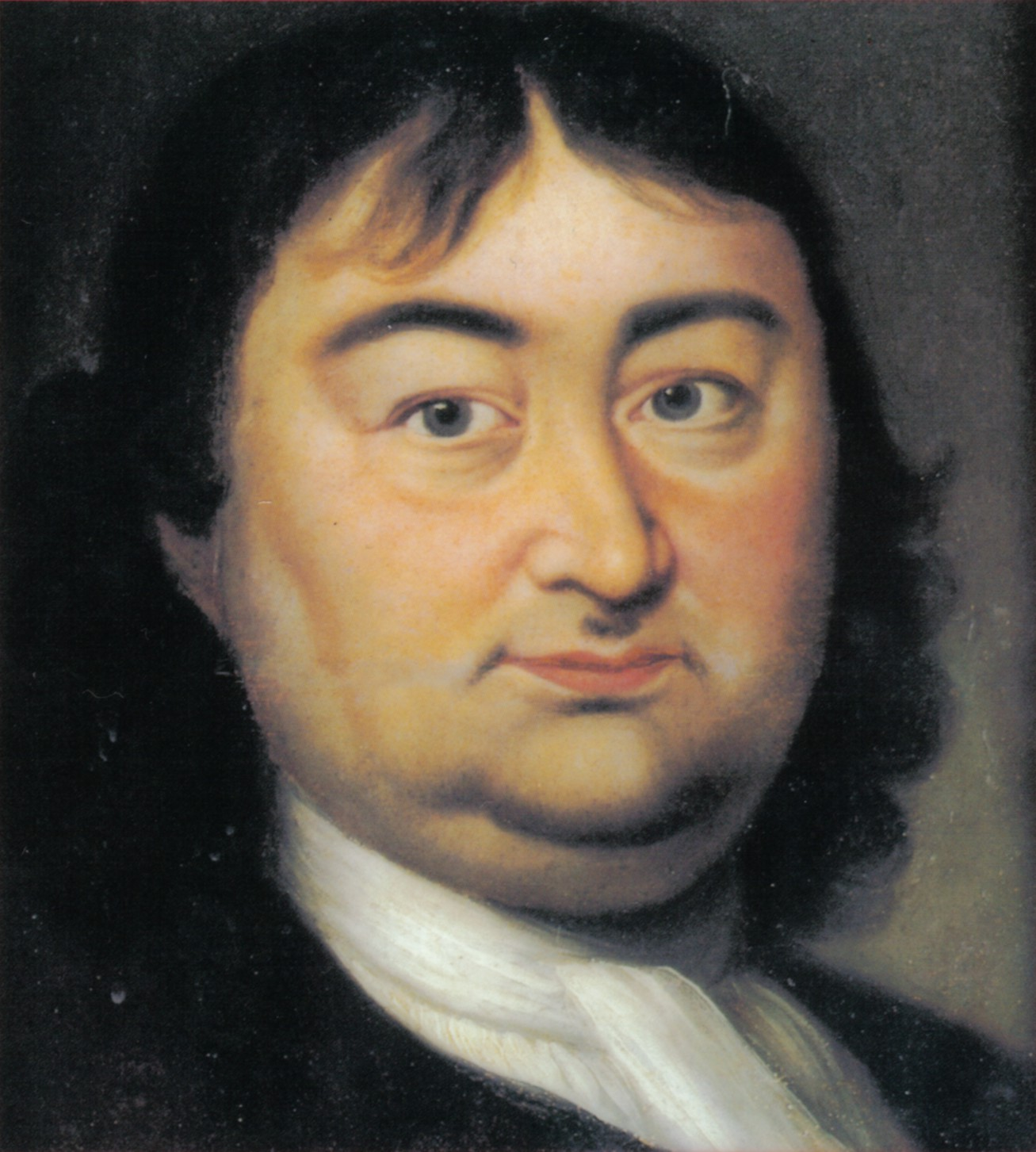
Vitus Bering

- Vitus Huonder, vescovo cattolico danese
- Vitus Lüönd, sciatore alpino svizzero

### Variante Veit
- Veit Amerbach, teologo tedesco
- Veit Bach, musicista tedesco

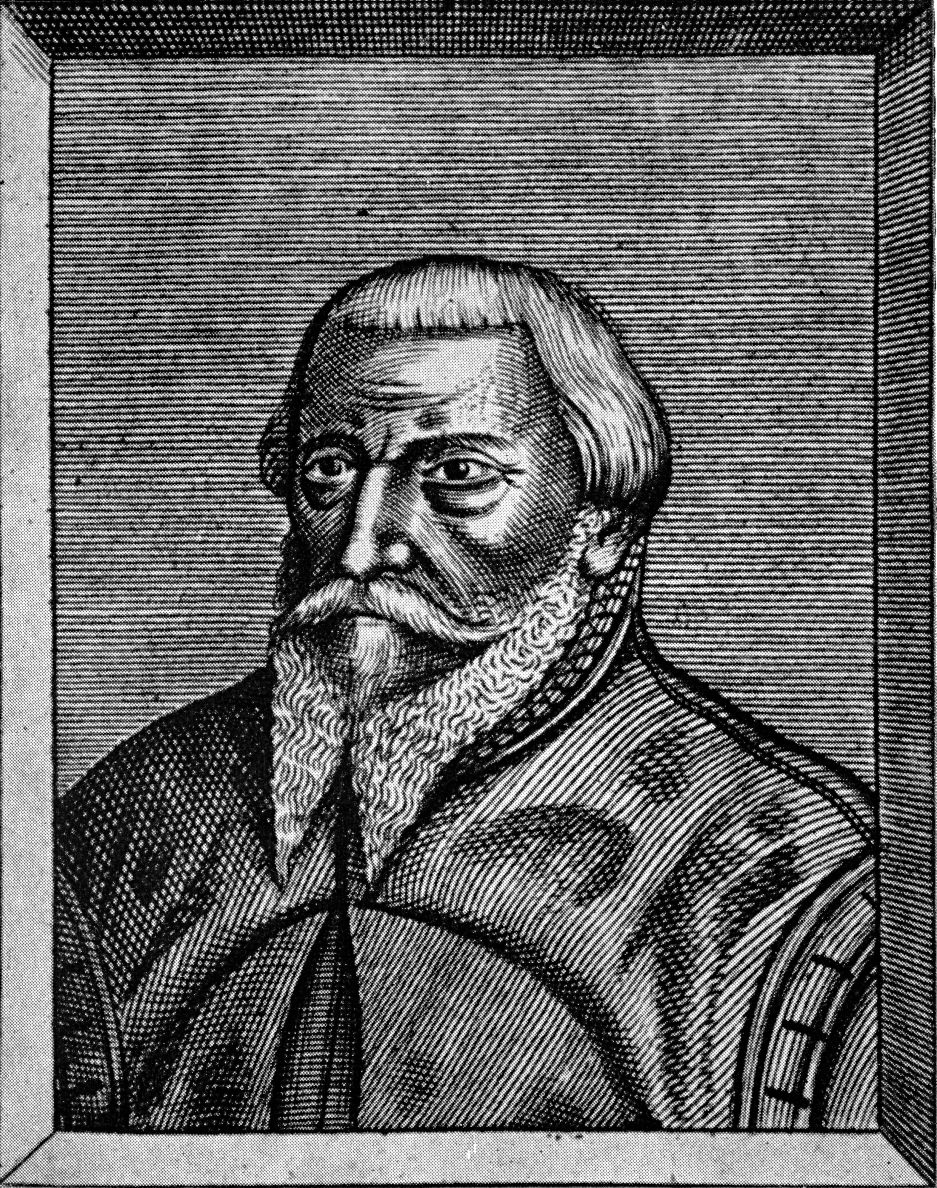
Veit Stoss

- Veit Harlan, regista e attore tedesco
- Veit Heinichen, scrittore tedesco
- Veit Stoss, scultore, pittore e incisore tedesco
- Veit Wagner, scultore francese

### Altre varianti maschili
- Vid Belec, calciatore sloveno
- Vid Kavticnik, pallamanista sloveno

### Variante femminile Vita
- Vita Kuktienė, cestista lituana

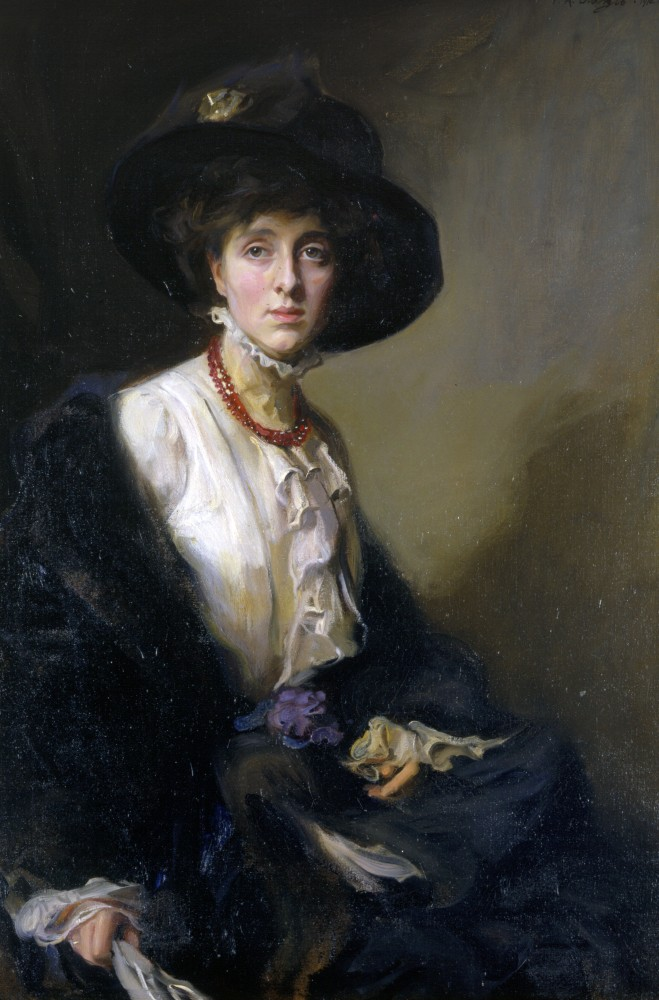
Vita Sackville-West

- Vita Maria Nocco, politica italiana
- Vita Martinciglio, politica italiana
- Vita Sackville-West, poetessa e scrittrice inglese

## Il nome nelle arti
- Vito Catozzo è un personaggio della trasmissione televisiva Drive In, interpretato da Giorgio Faletti.
- Don Vito Corleone è il protagonista del romanzo di Mario Puzo Il padrino, e dei vari film da esso tratti.
- Vita Mazzucco è la protagonista del romanzo di Melania Mazzucco Vita.

## Curiosità
- Vito è un modello di furgone prodotto a partire dal 1996 dalla casa automobilistica Mercedes-Benz, così chiamato dal nome della città spagnola di Vitoria, dove la vettura viene prodotta.